# Nikola Radović (cầu thủ bóng đá, sinh 1992)
Nikola "Tiske" Radović (Kirin Serbia: Никола Радовић; sinh 10 tháng 7 năm 1992) là một tiền đạo bóng đá Serbia thi đấu cho Radnik Surdulica.